# Illa de Portlligat
L'illa de Portlligat, antigament anomenada illa del Correu, és una illa del terme marítim de Cadaqués (Alt Empordà) situada enfront del nucli de Portlligat, tancant la badia de Portlligat, al Parc Natural del Cap de Creus i al paratge natural d'interès nacional del cap Gros-cap de Creus. És la segona illa més gran de la Costa Brava, després de la Meda Gran.

## Descripció
Té una superfície de 8,81 Ha, i una alçada màxima de 18,91 m. L'extrem meridional està separat de terra ferma pel passatge de ses Boquelles, un canal d'uns 30 m d'amplada, poc profund, que es pot passar a peu. A l'extrem nord, separada pel passatge de sa Malrasa, hi ha l'illa sa Farnera, de 0,65 Ha. Mar endins, a 900 m de distància, hi ha les petites illes de Messina i Petita.
A l'illa hi ha 4 petites platges: al sud hi ha la platja de s'Illa, la més gran, de 76 m de longitud, i la platja de ses Boquelles; al nord, les platges de Massabous i la del Passatge de sa Malrasa.

## Història
L'illa va ser comprada el 1962 per Lluís Sentís i Anfruns, germà del diputat Carles Sentís. amb la intenció de fer-hi una urbanització, però finalment la seva esposa el va convencer de construir-hi només una casa d'estiueig per anar-hi amb els seus 10 fills. Hi vivien els masovers, la família Cano, que tenien corral, galliner, camps i pous, i es dedicaven a la cria de conills. Els van visitar famosos com: Salvador Dalí, Lucía Bosé, Kirk Douglas, Carlos Barral, Yul Brynner, Fernando Rey, Pere Portabella, Rosa Regàs, ... El 1980 la va comprar l'empresa Robert Mercader, de Torroella de Montgrí, i va anar a parar a mans de dos propietaris alemanys, altre cop amb intenció d'urbanitzar-la. Però el 1995 la va comprar la Diputació de Girona per tal de protegir-la ecològicament. El Parc Natural del Cap de Creus no es crearia fins al 1998. La casa va ser ocupada per hippies i posteriorment per okupes, fins que va ser enderrocada per la Diputació de Girona.

## Ecologia
El 2009 la Diputació va endegar la retirada de plantes exòtiques invasores, que havien substituït les autòctones. Durant 4 anys es van enretirar 400 tones de bàlsam (Carpobrotus), que havien ocupat el 80% de la superfície de l'illa. El 2015 es van enretirar, a més del bàlsam, pites (Agave americana) i figues de moro (Opuntia).